# Zimowe Igrzyska Olimpijskie 2026
Ten artykuł dotyczy przyszłego wydarzenia sportowego. Informacje w nim zawarte zmienią się w przyszłości.
XXV Zimowe Igrzyska Olimpijskie – międzynarodowe wydarzenie sportowe, którego gospodarzem będzie Mediolan oraz Cortina d’Ampezzo.
Pierwotnie miasto-gospodarz igrzysk miało zostać wyłonione podczas 134. sesji Międzynarodowego Komitetu Olimpijskiego 11 września 2019 roku w Mediolanie. Uniemożliwił to jednak status Mediolanu jako miasta-kandydata. Ze względu na przepisy Międzynarodowego Komitetu Olimpijskiego, gospodarz został wybrany 24 czerwca 2019 roku podczas sesji w Lozannie.
W głosowaniu kandydatura Mediolanu i Cortiny d’Ampezzo uzyskała 47 głosów, wobec 34 głosów oddanych na ofertę Sztokholmu i Åre. Ceremonia otwarcia igrzysk ma odbyć się w stadionie San Siro w Mediolanie, a ceremonia zamknięcia – w werońskiej arenie.
Podczas drugiego wieczoru Festiwalu Piosenki Włoskiej w San Remo 2024 zaprezentowano oficjalne maskotki igrzysk, gronostaje Tina i Milo.

## Kalendarz organizacyjny
Zarząd Międzynarodowego Komitetu Olimpijskiego zebrał się 9 czerwca 2017 w Lozannie, aby omówić procedurę wyboru gospodarza XXV Zimowych Igrzysk Olimpijskich. Podczas nadzwyczajnej sesji Międzynarodowego Komitetu Olimpijskiego, która odbyła się w dniach 11–12 lipca 2017, zaakceptowano „nowe podejście”. W zamierzeniu Międzynarodowego Komitetu Olimpijskiego miał odgrywać bardziej aktywną rolę w udzielaniu pomocy i wsparcia miastom, które rozważały kandydaturę na gospodarza igrzysk w 2026. Faza zgłoszeń została wydłużona do roku i rozpoczęła się 13 września 2017, a faza kandydacka została skrócona do jednego roku i ma trwać w latach 2018–2019.

### Faza dialogu
- Rozpoczęcie fazy dialogu (29 września 2017).
- Wspólny briefing w formie wideokonferencji (13 października 2017).
- Wizytacje miast przez ekspertów MKOl w celu udzielenia wsparcia (listopad 2017 – kwiecień 2018).
- Obserwacja igrzysk olimpijskich w Pjongczangu przez przedstawicieli miast kandydatów (9-23 lutego 2018).
- Ostateczny termin przystąpienia do etapu dialogu (31 marca 2018).
- Podsumowanie zimowych igrzysk olimpijskich w Pjongczangu (Pekin, czerwiec 2018).
- Skierowanie raportu grupy roboczej MKOl do zarządu MKOl (wrzesień 2018).
- Udzielenie przez Zarząd MKOl rekomendacji na sesji MKOl co do miast, które powinny zostać zaproszone do fazy kandydackiej (październik 2018).
- Zaproszenie miast do fazy kandydackiej na sesji MKOl (październik 2018).

### Faza kandydacka
- Ostateczny termin składania wniosków o organizację wraz ze wstępnymi gwarancjami przez miasta-kandydatów (11 stycznia 2019).
- Wstępne wizyty ekspertów MKOl (luty 2019).
- Wizyty komisji oceniającej MKOl w każdym z miast kandydatów wraz ze składaniem przez komisję wniosków o przedstawienie przez kandydatów dodatkowych informacji lub gwarancji (marzec/kwiecień 2019).
- Ostateczny termin złożenia pełnych gwarancji (12 kwietnia 2019).
- Publikacja raportu przez komisję oceniającą (maj 2019).
- Możliwość odpowiedzi ze strony miast-kandydatów na raport komisji oceniającej (czerwiec 2019).
- Prezentacja miast-kandydatów na sesji MKOl w Lozannie, a następnie wybór miasta gospodarza XXV ZIO (23 czerwca 2019).

## Miasta kandydaci
Mediolan i Cortina d’Ampezzo zostały wybrane jako miasta-gospodarze 24 czerwca 2019 roku podczas 134. sesji MKOl w Lozannie w Szwajcarii. Trzech włoskich członków MKOl, Franco Carraro, Ivo Ferriani i Giovanni Malago, oraz dwóch szwedzkich członków MKOl, Gunilla Lindberg i Stefan Holm, nie kwalifikowało się do głosowania w wyborach do miasta gospodarza zgodnie z zasadami Karty Olimpijskiej.

### Miasta biorące udział w fazie dialogu
Poniższe miasta biorą udział w fazie dialogu. Calgary, Sapporo, Sztokholm i Sion wzięły udział w programie obserwacji igrzysk w Pjongczangu. Z tego grona jako pierwsi wycofali się Szwajcarzy w czerwcu 2018, kolejni byli Austriacy w lipcu, we wrześniu z rywalizacji wycofało się Sapporo, w październiku odpadło Erzurum, zaś w listopadzie po referendum zrezygnowało Calgary.
- Mediolan i Cortina d’Ampezzo, Włochy
- Sztokholm i Åre, Szwecja
- Calgary, Kanada (do listopada 2018)
- Erzurum, Turcja (do października 2018)
- Sapporo, Japonia (do września 2018)
- Graz, Austria (do lipca 2018)
- Sion, Szwajcaria (do czerwca 2018)

### Miasta biorące udział w fazie kandydackiej
Poniższe dwie propozycje to aktywni kandydaci do organizacji ZIO w 2026, którzy uczestniczą w fazie dialogu i, o ile wypełnią do 11 stycznia 2019 stawiane im wymagania formalne, zostaną oficjalnymi kandydatami.
- Mediolan i Cortina d’Ampezzo, Włochy

W czerwcu 2017 przewodniczący Włoskiego Narodowego Komitetu Olimpijskiego (CONI) Giovanni Malagò zaproponował, aby Mediolan był gospodarzem XXV Zimowych Igrzysk Olimpijskich. Malagò uważał Mediolan wraz z doliną Valtellina za odpowiednich kandydatów. Plan zakładał Mediolan jako gospodarza sportów rozgrywanych na lodzie, a sporty rozgrywane na śniegu miałyby miejsce w Bormio, Santa Caterina di Valfurva i Livigno.
10 marca 2018 burmistrz Turynu Chiara Appendino potwierdziła na swojej stronie na portalu Facebook, że rozważana jest kandydatura miasta w dwudziestą rocznicę XX ZIO. Zasugerowała, że ta kandydatura stworzyłaby nowy, rewolucyjny model organizacji igrzysk ze zrównoważonym rozwojem na pierwszym planie. 17 marca Appendino wysłała list do CONI, oficjalnie wyrażając swoje poparcie po tym, jak rozwiązała spór co do organizacji igrzysk, który pojawił się wśród członków jej partii w turyńskiej Radzie Miasta. W kolejnym tygodniu Rada Miasta wyraziła zgodę na utworzenie stowarzyszenia, które miało zająć się przygotowaniem kandydatury – „Torino 2026”.
29 marca 2018, na dwa dni przed ostatecznym terminem przystąpienia miast do fazy dialogu, zostało potwierdzone, że CONI będzie się ubiegać o igrzyska jako połączona kandydatura Mediolanu i Turynu i do MKOl-u został wysłany list intencyjny. Kandydaturę utrudnił fakt, że 134. sesja MKOl-u miała się odbyć w Mediolanie. Jeśli Mediolan trafi do fazy kandydackiej, wtedy MKOl będzie zmuszony przenieść 134. sesję do innego kraju.
Koncepcja wspólnej organizacji ZIO przez Turyn i Mediolan napotkała problemy. 4 lipca 2018 burmistrz Turynu ogłosiła na konferencji, że stara się o organizację igrzysk dla Turynu, a podwójna kandydatura to tylko prasowa, luźna spekulacja. Burmistrz Mediolanu Giuseppe Sala stwierdził, że jego miasto nie jest zainteresowane łączoną kandydaturą. Jednakże wbrew tym wypowiedziom, 1 sierpnia CONI ogłosił potrójną łączoną kandydaturę Turynu, Mediolanu i Cortiny d’Ampezzo.
18 września 2018 CONI ogłosił, że o XXV ZIO będzie się ubiegać łączoną kandydatura Mediolanu i Cortiny d’Ampezzo. Z projektu odpadł Turyn, który wycofał się z kandydowania, nie mogąc się pogodzić z wiodącą rolą Mediolanu w kandydaturze. 19 września 2018 włoski wicepremier Matteo Salvini powiedział, że włoski rząd poprze wysiłki na rzecz organizacji XXV Zimowych Igrzysk Olimpijskich. Poza tym CONI pozostawił otwarte drzwi dla powrotu Turynu do włoskiej kandydatury.
1 października 2018, CONI potwierdził łączoną kandydaturę Mediolan-Cortina d’Ampezzo. Włoski rząd poparł kandydaturę, ale odżegnał się od wspierania jej finansowo. Jednakże regiony Lombardii i Wenecji Euganejskiej zamierzają sfinansować igrzyska przy pomocy środków publicznych i prywatnych. Otwarta pozostaje kwestia organizacji konkurencji w obiektach zlokalizowanych w regionie Trydent-Górna Adyga. Burmistrz Cortiny uznał porozumienie z Trydentem za bezpieczne, ale co do Bolzano zauważył problem. Pojawiają się też pomysły aby przenieść biathlon z Rasen-Antholz do Valdidentro albo Livigno. Luca Zaia, prezydent Wenecji Euganejskiej, oświadczył, że o ile region Trydent-Górna Adyga nie dołączy do grona organizatorów, bo jest na to za późno, o tyle otrzyma ważne konkurencje, nie sprecyzował jednak które dokładnie.
Włoska kandydatura wypełniła wymagania co do złożenia dokumentacji kandydatury do 11 stycznia 2019. MKOl zarekomendował użycie w czasie igrzysk toru w Sankt Moritz jako tańszą opcję niż remont toru w Cortinie d’Ampezzo.
1 kwietnia 2019 sekretarz rządu, Giancarlo Giorgetti, potwierdził, że włoskie władze dadzą igrzyskom pełne gwarancje finansowe w wymaganym terminie. 5 kwietnia 2019 do MKOlu wpłynął list od premiera Włoch Giuseppe Conte z gwarancjami finansowymi dla igrzysk. Przeprowadzone z inicjatywy MKOlu badanie opinii publicznej we Włoszech zdeterminowało, że organizację igrzysk popiera 83% Włochów i 87% mediolańczyków.
- Sztokholm i Åre, Szwecja

Szwecja zrezygnowała z ubiegania się o organizację poprzednich igrzysk, jednakże Prezydent Szwedzkiego Komitetu Olimpijskiego oświadczył w grudniu 2014, że Szwecja chce kandydować ponownie, biorąc pod uwagę fakt, iż MKOl zamierza obniżyć koszty organizacji igrzysk, w związku z problemami z wyborem gospodarza XXIV ZIO. Szwedzki Komitet Olimpijski zgodził się na przeprowadzenie studium wykonalności kandydatury na organizatora XXV ZIO. Podczas losowania półfinalistów Konkursu Piosenki Eurowizji w 2016 31 stycznia, Eva-Louise Erlandsson Slorach, przewodnicząca Rady Miejskiej w Sztokholmie, ogłosiła, że miasto będzie się ubiegać o zimowe igrzyska w 2026. 26 kwietnia 2017 przedstawiciele Szwedzkiej Socjaldemokratycznej Partii Robotniczej oświadczyli, że Sztokholm nie będzie się ubiegał o igrzyska w 2026. Mimo to, Szwedzki Komitet Olimpijski postanowił kontynuować prace nad wnioskiem. Jak na razie żadna z partii politycznych nie poparła igrzysk, Szwedzki Komitet Olimpijski wciąż ma jednak nadzieję, że przekona Sztokholm i inne ośrodki, które obejmuje projekt. W czerwcu 2018 burmistrz Sztokholmu Karin Wanngård uznała, że igrzyska w Sztokholmie w 2026 nie mają szans. Jednakże nowa burmistrz Sztokholmu Anna König Jerlmyr jeszcze przed wyborami wskazywała, że organizacja igrzysk przez Sztokholm jest nadal możliwa i spotkania między miastem, MKOlem i Szwedzkim Komitetem Olimpijskim były owocne, wypracowywane są na nich rozwiązania, które mają stanowić niskie ryzyko dla miasta i podatników. Nowa umowa koalicyjna w Radzie Miejskiej w Sztokholmie zakłada, że na organizację igrzysk nie zostaną przeznaczone pieniądze podatników, jednakże nie przekreśla to koncepcji organizacji igrzysk w Sztokholmie, gdyż komitet organizacyjny oświadczył, że jest w stanie sfinansować igrzyska w 100% z prywatnych środków. Jerlmyr zasugerowała, że Sztokholm może się ubiegać o organizację zimowych igrzysk, jednak w późniejszym terminie. W ewentualnych igrzyskach w Sztokholmie konkurencje alpejskie miałyby się odbyć w Åre oddalonym o 520 km od Sztokholmu. 21 lutego 2018 Richard Brisius ogłosił rozpoczęcie negocjacji z Łotewskim Komitetem Olimpijskim co do możliwości ugoszczenia konkurencji w bobslejach, skeletonie i saneczkarstwie na torze w Siguldzie, 465 km od Sztokholmu.
Christoph Dubi, dyrektor wykonawczy MKOl-u w listopadzie 2018 w rozmowie ze szwedzkimi dziennikarzami powiedział, że szwedzka kandydatura to „projekt, który naprawdę kochamy”, sytuację finansową nazwał „jasną”, potwierdził plany sfinansowania igrzysk w pełni ze środków prywatnych i określił szanse Sztokholmu na bycie gospodarzem XXV ZIO na 50%.
Komitet dotrzymał terminu co do zgłoszenia kandydatury do 11 stycznia 2019. Doszło do zmiany w koncepcji organizacji igrzysk, Åre dołączyło jako współgospodarz. 9 kwietnia 2019 MKOl został notyfikowany przez szwedzki rząd, że igrzyska otrzymają gwarancje finansowe. Przeprowadzone z inicjatywy MKOlu badanie opinii publicznej w Szwecji zdeterminowało, że organizację igrzysk popiera 55% Szwedów.
| Wyniki głosowania:                             | Wyniki głosowania: | Wyniki głosowania: |
| ---------------------------------------------- | ------------------ | ------------------ |
| Miasto                                         | Państwo            | Głosy              |
| Mediolan–Cortina d’Ampezzo                     | Włochy             | 47                 |
| Sztokholm–Åre                                  | Szwecja            | 34                 |
| Jeden członek komisji powstrzymał się od głosu |                    |                    |

### Kandydatury wycofane w etapie dialogu
Następujące miasta były postrzegane jako potencjalni kandydaci i wzięły udział w etapie dialogu, ale wycofały się z różnych powodów:
- Calgary, Kanada

Burmistrz Calgary Naheed Nenshi potwierdził 16 września 2015, że grupa „liderów społecznych” pracuje nad kandydaturą Calgary na miasto gospodarza XXV ZIO. W czerwcu 2016 Rada Miasta Calgary zatwierdziła budżet 5 milionów dolarów kanadyjskich na 15-miesięczne badanie możliwości kandydowania. Pojawiły się propozycje nowych obiektów takich jak np.: kontrowersyjna arena CalgaryNEXT, wielofunkcyjny kompleks sportowo-rekreacyjny, mający pełnić zarówno funkcję lodowiska hokejowego i stadionu piłkarskiego. Zakładano też użycie obiektów, które wcześniej wykorzystano w XV ZIO w 1988. John Furlong, dyrektor wykonawczy Zimowych Igrzysk Olimpijskich 2010 w Vancouver, przewodzi grupie przy Kanadyjskim Komitecie Olimpijskim, która to grupa ma pomóc Calgary.
20 listopada 2017 Rada Miasta Calgary oficjalnie zatwierdziła kolejne 2 miliony dolarów finansowania na wsparcie wniosku, pod warunkiem, że zarówno federalny, jak i prowincjonalny rząd poprą wniosek do stycznia 2018. W celu zmniejszenia kosztów zaproponowano, aby niektóre konkurencje alpejskie czy nordyckie odbyły się w Whistler, a jeszcze inne w Edmonton, aby zmniejszyć liczbę nowych budynków infrastruktury koniecznej do zbudowania w Calgary. 16 kwietnia 2018 Rada Miasta stosunkiem głosów 9 do 6 poparła dalsze prace nad wnioskiem, mimo obaw prasy, że Rada wycofa swoje poparcie. Rządy odpowiednio prowincji Alberta i Kanady także poparły kandydaturę, wspierając ją kwotą ok. 30 milionów dolarów. 23 kwietnia 2018 Rada Miejska zgodziła się na referendum w sprawie organizacji igrzysk. Koszty referendum szacuje się na około 2 miliony dolarów. 8 czerwca 2018 Calgary ogłosiło Scott Hutchison, byłego narciarza alpejskiego, przewodniczącym spółki odpowiedzialnej za kandydaturę. 24 czerwca 2018 Kanadyjski Komitet Olimpijski ogłosił swoją zgodę na kandydaturę Calgary na organizatora XXV ZIO. 1 sierpnia 2018 ogłoszono datę referendum, które ma się odbyć 13 listopada 2018. 11 września 2018 zespół Calgary 2026 zaprezentował w ratuszu swój projekt igrzysk, szacując koszty na 5,2 miliarda dolarów, z czego pokrycie 3 miliardów będzie podzielona pomiędzy rządem federalnym, rządem prowincji Alberta i samym Calgary. Plan zakłada rozgrywanie konkurencji w Calgary, Banff, Whistler i ewentualnie w Edmonton. Tego samego wieczoru Rada Miasta po raz kolejny przegłosowała kontynuację starań o organizację igrzysk, tym razem stosunkiem głosów 12 do 3.
Rada Miasta Calgary, rząd Alberty i rząd Kanady w październiku 2018 weszły w spór co do finansowania igrzysk. Rząd Kanady proponował pokryć 50% wydatków, jednakże władze lokalne liczyły na większy udział w wydatkach ze strony władz federalnych. Ostatecznie doszło o kompromisu, na mocy którego rząd ma pokryć 50% wydatków, ale będzie to mniejsza suma, gdyż obniżono budżet z 3 miliardów do 2,875 miliarda dolarów. 31 października 2018 doszło też do kolejnego głosowania nad przyszłością kandydatury, jej przeciwnikom po raz pierwszy udało się je wygrać, uczynili to przewagą 8:7. Jednakże do anulowania kandydatury i referendum potrzebna była większość kwalifikowana – 10 głosów. 13 listopada doszło do referendum, w którym 56,4% wyborców zagłosowało przeciwko organizacji igrzysk. 19 listopada Rada Miasta Calgary jednogłośnie podjęła uchwałę o wycofaniu się Calgary ze starań o organizację XXV ZIO.
- Erzurum, Turcja (odrzucone w październiku 2018)[65]

Prezydent Turcji Recep Tayyip Erdogan ogłosił, że jego kraj rozważa złożenie wniosku o przeprowadzenie Zimowych Igrzysk Olimpijskich 2026 w prowincjach Erzurum, Erzincan i Kars. W kwestii tureckich starań o igrzyska, już wcześniej Stambuł starał się o organizację letnich igrzysk i przegrał kolejno z Sydney, Atenami, Pekinem, Londynem i Tokio, jednakże w przypadku zimowych igrzysk był to pierwszy turecki wniosek. Erzurum wcześniej gościło Zimową Uniwersjadę 2011 i Zimowy Olimpijski Festiwal Młodzieży Europy 2017.
30 marca, kilka godzin przed ostatecznym terminem, Erzurum zostało oficjalnie potwierdzone jako uczestnik fazy dialogu, otrzymując wsparcie od prezydenta Turcji. 4 października 2018 MKOl ogłosił, że Erzurum nie otrzyma rekomendacji Zarządu w związku z brakami w transporcie, telekomunikacji i infrastrukturze lotniskowej, w efekcie tej rekomendacji Erzurum nie otrzymało zaproszenia do fazy kandydackiej.
- Sapporo, Japonia (wycofało się we wrześniu 2018)[70]

Przedstawiciele Sapporo, organizatora ZIO w 1972, oświadczyli, że miasto rozważa organizację igrzysk w 2026 lub 2030. Miasto przewiduje, że koszt organizacji może wynieść 456,5 mld jenów (4,3 mld dolarów) i zakłada, że 90% obiektów sportowych będzie się znajdować w odległości pół godziny drogi od wioski olimpijskiej. Te informacje zawierał raport opublikowany 12 maja 2016. Konkurencje narciarstwa alpejskiego miałyby się odbyć w Niseko, a wioska olimpijska miałaby się znajdować nieopodal stadionu Sapporo Dome. Plany te zostały przedstawione przez Japoński Komitet Olimpijski 8 listopada 2016. 15 listopada 2017 Sapporo otrzymało zgodę od Japońskiego Komitetu Olimpijskiego. Z doniesień medialnych wynikało, że Sapporo mogłoby użyć toru przygotowanego na igrzyska w Nagano lub zbudować nowy. Na potrzeby ZIO w 1972 w Sapporo wybudowano trzy tory zjazdowe: bobslejowy na górze Teine (rozebrany w 1991 gdy Nagano otrzymało igrzyska), saneczkowy na górze Teine (rozebrany niedługo po zakończeniu igrzysk w 1972) i rezerwowy saneczkowy w Fujino (nadal w użyciu w celach treningowych i w zawodach krajowych). 13 września 2018 Sapporo wycofało się ze starań o organizację XXV ZIO i ogłosiło, że skupi się na walce o XXVI ZIO. Jedną z przyczyn tej decyzji była konieczność naprawy szkód po trzęsieniu ziemi, które nawiedziło Hokkaido.
- Graz, Austria (wycofał się w lipcu 2018)

Po tym jako wyborcy w Innsbrucku i Tyrolu odrzucili koncepcję organizacji XXV ZIO, styryjskie miasta Graz i Schladming, w 2017 gospodarze VIII Światowych Zimowych Igrzysk Olimpiad Specjalnych, postanowiły przygotować kandydaturę pod nazwą „Austria 2026”. Przede wszystkim miały być użyte już istniejące obiekty. W Grazu miały się odbywać konkurencje na lodzie (łyżwiarstwo figurowe, short track, curling), w Schladming miały się odbyć konkurencje alpejskie. Inne miejscowości w koncepcji to: Kreischberg (miało by tu się odbyć narciarstwo dowolne i snowboard), Bischofshofen i Ramsau am Dachstein (skoki narciarskie, biegi narciarskie, kombinacja norweska) i Hochfilzen (biathlon). Austriackie miasta takie jak Wiedeń, Linz, Klagenfurt lub Kapfenberg gościłyby turniej hokejowy. Rozważano, że niektóre dyscypliny odbędą się w Niemczech (łyżwiarstwo szybkie w Inzell a bobsleje, saneczkarstwo i skeleton w Schönau am Königssee).
Potencjalna kandydatura wzbudziła kontrowersje w Austrii, jako że burmistrzowie miast Graz i Schladming zaczęli planować wniosek bez powiadomienia rządu federalnego lub krajowego. Anton Lang, skarbnik Styrii, ogłosił, że kraj nie ma wolnych środków na organizację igrzysk. Heinz-Christian Strache, austriacki federalny minister sportu, również miał wątpliwości – po tym jak wyborcy odrzucili kandydaturę Innsbrucku, uznał, że co do kandydatury Grazu i Schladming również powinno odbyć się referendum weryfikujące poparcie społeczeństwa dla projektu. 19 marca 2018 Komunistyczna Partia Austrii wezwała do referendum co do wniosku o organizację XXV ZIO. 6 lipca 2018 Austriacki Komitet Olimpijski ogłosił, że Graz wycofał swój wniosek z powodu braku wsparcia ze strony rządu krajowego.
- Sion, Szwajcaria (wycofał się w czerwcu 2018)

Szwajcarski Komitet Olimpijski podjął decyzję o ubieganiu się o organizację XXV ZIO na zgromadzeniu ogólnym 11 marca 2016. Pięć miast-kandydatów skierowało swoje listy intencyjne do granicznego terminu 31 maja 2016. Szczegółowe aplikacje miały być złożone do 15 grudnia 2016 do Szwajcarskiego Komitetu Olimpijskiego. Komitet miał wyłonić oficjalną szwajcarską kandydaturę do 7 marca 2017. Początkowo o organizację ubiegało się pięć lokalizacji. Szwajcaria Środkowa wycofała się, gdyż Lucerna została wybrana gospodarza Zimowej Uniwersjady 2021. Dwie inne kandydatury, które w zamierzeniu miały być ogólnokrajowe, postanowiły połączyć swoje siły z kandydaturą Romandii. Kandydatura Gryzonii i Partnerów została odrzucona przez mieszkańców w referendum z 12 lutego 2017. Następnie Sion został ostatecznie wybrany na miasto kandydackie reprezentujące Romandię. Odrzucono Montreux, a Lozanna i Crans-Montana wycofały się. Kandydatura Sionu obejmowała obiekty znajdujące się w obrębie czworokąta o rogach w miastach Lozanna, Martigny, Visp i Berno. Sion wcześniej ubiegał się o organizację zimowych igrzysk olimpijskich w 1976, 2002 i 2006, ale przegrał odpowiednio z Denver (Innsbruckiem), Salt Lake City i Turynem.
Kanton Valais przeprowadził referendum 10 czerwca 2018, aby zdecydować o losie kandydatury na miasto gospodarza XXV Igrzysk. W lutym 2018, na cztery miesiące przed głosowaniem sondaże wskazywały, że 64% wyborców zagłosuje przeciwko kandydaturze. Ostatecznie 10 czerwca 2018 wygrali przeciwnicy organizacji igrzysk, zdobywając 53,96% oddanych głosów. Burmistrz Sionu Philip Varone stwierdził, że ponieważ nie ma żadnej rezerwowej kandydatury, oznacza to koniec szwajcarskich starań o organizację XXV ZIO.

## Wcześniej zainteresowani w kandydowaniu
W poniższych miasta poddawano dyskusji ideę organizacji XXV ZIO, jednak nie znalazły się one nawet w oficjalnej fazie dialogu.
- Lillehammer, Norwegia

6 kwietnia 2017 pojawiła się w mediach informacja, że Lillehammer rozważa możliwość ugoszczenia ZIO w 2026 lub 2030. W Lillehammer odbyły się w Zimowe Igrzyska Olimpijskiej 1994 i Zimowe Igrzyska Olimpijskie Młodzieży 2016. Studium wykonalności opublikowano w marcu. Rozważano łączoną kandydaturę z innymi norweskimi miastami takimi jak Oslo, Bergen, Stavanger czy Trondheim. Jednakże Lillehammer nie uzyskało poparcia ze strony Norweskiej Konfederacji Sportu i Narodowego Komitetu Olimpijskiego i Paraolimpijskiego. Po upadku kandydatury Telemarku, Lillehammer znowu sygnalizowało chęć organizacji igrzysk.
Rezygnacja Lillehammer z kandydowania na miasto gospodarza XXV Zimowych Igrzysk Olimpijskich została potwierdzona 30 marca 2018, jednakże pozostaje otwarta możliwość kandydowania na gospodarza ZIO w 2030.
- Telemark, Norwegia

31 października 2017 na konferencji prasowej na szczycie Gaustatoppen działacze z okręgu Telemark, znanego jako kolebka nowoczesnego narciarstwa, ogłosili chęć organizacji XXV ZIO. Ich bazą miałyby być bliźniacze miasta Rjukan i Notodden w północnej części okręgu. Zgłaszali również postulat dodania narciarstwa telemarkowego do programu igrzysk. Norweski Komitet Olimpijski odrzucił tę kandydaturę 25 stycznia 2018, bez wskazania alternatywnej lokalizacji.
- Ałmaty, Kazachstan

Ałmaty według doniesień prasowych miały rozważać kandydaturę na gospodarza XXV ZIO po przegraniu z Pekinem stosunkiem głosów 40-44 praw do organizacji XXIV ZIO. Jednakże burmistrz Ałmaty Bay’yrjan Bai’bek zdementował te plotki. Andriej Kriukow, wiceprzewodniczący Kazachskiego Komitetu Olimpijskiego potwierdził, że Ałmaty nie będą się ubiegać o organizację XXV ZIO, jednakże nie wyklucza to kandydatur w przyszłości.
- Innsbruck, Austria

17 lutego 2016 w artykule „Tiroler Tageszeitung” napisano, że prezydent MKOl Thomas Bach zwrócił się do stolicy Tyrolu z prośbą o ubieganie się o Zimowe Igrzyska Olimpijskie 2026. Innsbruck jako gospodarz zimowych igrzysk olimpijskich w 1964 i 1976, a także Zimowych Igrzysk Olimpijskich Młodzieży 2012 mógłby ponownie wykorzystać wiele obiektów z poprzednich imprez. W październiku 2016 Austriacki Komitet Olimpijski (ÖOC) zgodził się przeprowadzić studium wykonalności co do możliwości zgłoszenia kandydatury. 6 grudnia 2016 ÖOC zlecił grupie roboczej, w której skład wchodziły znane firmy przeprowadzenie tego studium, którego rezultaty opublikowano 22 czerwca 2017. Studium zaproponowało wykorzystanie obiektów w całym Tyrolu: Innsbrucku i jego dzielnicy Igls, Kühtai (w gminie Silz), Sankt Anton am Arlberg, Hochfilzen i Seefeld. Dwa lodowiska hokejowe miały dopiero zostać wybrane, przyjęto także opcję wykorzystania istniejącego lodowiska do łyżwiarstwa szybkiego w Inzell w Niemczech. Innsbruck mógłby zostać pierwszym miastem, które trzykrotnie gościło zimowe igrzyska olimpijskie. Referendum w Innsbrucku co do kwestii organizacji ZIO miało miejsce 15 października 2017. W referendum wygrała opcja porzucenia kandydatury, którą wybrało 53% głosujących.
- Aosta, Włochy

Pomysł organizacji igrzysk w Dolinie Aosty pochodzi od komitetu obywatelskiego. Planował on przy pomocy publicznych debat zdobyć poparcie mieszkańców regionu dla idei olimpijskiej i oddolnie wypromować Aostę jako kandydata na gospodarza ZIO w 2026 lub później. W Dolinie Aosty sporty zimowe mają duże znaczenie gospodarcze. Od lat siedemdziesiątych miało tam miejsce wiele międzynarodowych wydarzeń sportowych. Konkursy Pucharu Świata w narciarstwie alpejskim odbyły się w Courmayeur w 1976, w Breuil-Cervinia w 1978 i w La Thuile w 2016, na torze bobslejowym w Breul-Cervinii odbyły się mistrzostwa świata w 1971, w Cogne miały miejsce konkursy Pucharu Świata w biegach narciarskich w 1984 i 2006, w Fénis odbyły się w 1986 mistrzostwa świata w saneczkarstwie na torach naturalnych. W 1993 w Aoście odbyła się pierwsza edycja zimowa olimpijskiego festiwalu młodzieży Europy, a w 2010 odbyła się pierwsza edycja zimowa światowych wojskowych igrzysk sportowych. W 1991 miasto ubiegało się o organizację XVIII ZIO, ale przegrało z Nagano, ewentualna kandydatura w 2026 byłaby drugą. Aosta zrezygnowała z kandydowania z powodów regulaminowych, gdy ogłoszono, że Mediolan będzie gościł 134. sesję MKOl, która wybierze miasto gospodarza XXV ZIO.
- Gryzonia, Szwajcaria

Kanton Gryzonia stworzył projekt o nazwie Gryzonia i partnerzy, który prezentował możliwe obiekty bez wskazywania miasta gospodarza. Mapa projektu przedstawiona 16 grudnia 2016 ogłosiła St Moritz miastem gospodarzem. Zurych odrzucił możliwość goszczenia igrzysk jeszcze zanim mu to zaproponowano. 12 lutego 2017 odbyło się w Gryzonii referendum, którego przedmiotem było zaciągnięcie przez kanton kredytu w wysokości 25 milionów franków na ubieganie się o organizację XXV ZI. Jednak 60,09% wyborców opowiedziało się przeciw kredytowi, co zakończyło starania organizacyjne Gryzonii. Był to trzeci raz, gdy gryzończycy odrzucili igrzyska w referendum, w takim sam sposób przepadły kandydatury Gryzonii na gospodarza ZIO w 1980 i w 2022.
- Barcelona, Hiszpania

Barcelona (miasto gospodarz Letnich Igrzysk Olimpijskich 1992) krąży wokół idei organizacji zimowych igrzysk olimpijskich od 2010, kiedy ówczesny burmistrz Barcelony Jordi Hereu ogłosił plany organizacji XXIV ZIO w mieście. Jego następca Xavier Trias nie przystąpił nawet do fazy dialogowej kandydatury, uznając, że Barcelona nie jest jeszcze gotowa na organizację ZIO i zamiast tego „powinna skupić swoje wysiłki i poświęcenie w celu osiągnięcia celu olimpijskiego do 2026”. 17 czerwca 2015 Barcelona ogłosiła, że nie będzie się ubiegać o przeprowadzenie Zimowych Igrzysk Olimpijskich 2026. Nowa burmistrz Ada Colau uznała, że nie jest to priorytetowy projekt dla miasta. Według pierwotnych planów organizatorów, Barcelona miała być pierwszym miastem, które ugości zarówno igrzyska letnie, jak i zimowe, jednakże w międzyczasie ubiegł ją Pekin, gospodarz Igrzysk XXIX Olimpiady i XXIV ZIO.
Ewentualna kandydatura Barcelony zakłada rozgrywanie konkurencji narciarskich i snowboardowych w La Molinie i Maselli.
- Drezno, Niemcy

Burmistrz Altenbergu Thomas Kirsten rozpoczął dyskusję o sprowadzeniu ZIO do Drezna w listopadzie 2013, po tym jak Bawarczycy odrzucili w referendum kandydaturę Monachium na miasto gospodarza XXIV ZIO. Kandydatura Drezna zakładała rozgrywanie konkurencji w Dreźnie, Altenbergu, Klingenthal, Oberwiesethal i Czechach. Niemiecki Komitet Olimpijski rozpatrzył tę propozycję negatywnie. Przeszkodę stanowił brak ośrodków narciarstwa alpejskiego w Saksonii, co wymagało użycia obiektów czeskich. Drezno nie planuje kandydować na gospodarza XXVI ZIO, jednakże Altenberg prowadzi rozmowy z polsko-czeskim komitetem Karkonosze 2030, który rozważa rozegranie bobslejów, saneczkarstwa i skeletonu na torze w Altenbergu.
- Quebec, Kanada

Quebec początkowo wyrażał zainteresowanie kandydaturą. Jednakże we wrześniu 2011 burmistrz Quebecu Régis Labeaume wykluczył kandydaturę na miasto gospodarza XXIV ZIO. Pozostawił jednak „otwarte drzwi” co do przyszłych igrzysk. Ówczesny prezydent MKOl Jacques Rogge powiedział, że 2026 to realistyczny termin na zorganizowanie przez miasto ZIO. Quebec ma problem ze znalezieniem odpowiedniej góry na zjazd, proponowany ośrodek narciarski Le Massif (w gminie Charlevoix) nie został zatwierdzony. We wrześniu 2015 podczas wywiadu dla Radio-Canada Labeaume wykluczył jakąkolwiek możliwość zgłoszenia Quebecu jako organizatora ZIO w 2026. Próbował także utworzyć łączone kandydatury: z Calgary, Vancouver lub też Lake Placid, żadna z tych prób nie skończyła się sukcesem.

### Stany Zjednoczone
9 stycznia 2018 Komitet Olimpijski USA (USOC) wykluczył ubieganie się organizację XXV ZIO i postanowił zajmować się kandydaturą na 2030.
- Boston, Stany Zjednoczone

Boston aktywnie rozważał kandydaturę na miasto gospodarza XXV ZIO. Kampania ta jednak została porzucona, gdy Boston został wyznaczony przez Komitet Olimpijski USA jako amerykański kandydat na miasto gospodarza letnich igrzysk w 2024. Jednakże z powodu silnego społecznego sprzeciwu, kandydatura Bostonu została wycofana i tę rolę otrzymało Los Angeles. Ostatecznie MKOl jednocześnie wybrał gospodarzy letnich igrzysk w 2024 i 2028, te pierwsze przyznając Paryżowi, a drugie właśnie Los Angeles.
- Bozeman, Stany Zjednoczone

W 2014 zawiązał się komitet popierający organizację XXV ZIO w południowo-zachodniej części stanu Montana, na północ od Parku Narodowego Yellowstone. Kluczowymi miejscowościami w kandydaturze byłyby Bozeman i Big Sky. Komitet jednak pozostawał nieaktywny po 2014.
- Lake Placid, Stany Zjednoczone

Lake Placid, gospodarz dwóch ZIO (w 1932 i 1980), rozważał łączoną kandydaturę na organizatora XXV ZIO wraz z Albany, ale musiał przerwać swoje staranie, kiedy USOC zdecydował się nie złożyć amerykańskiej kandydatury w 2026.
- Salt Lake City, Stany Zjednoczone

Salt Lake City, gospodarz ZIO w 2002, rozważa możliwość organizacji igrzysk po raz drugi. 16 października 2017 władze Salt Lake City i stanu Utah ogłosili utworzenie oficjalnego Olimpijskiego Komitetu Badawczego. Salt Lake City rozważało dwa terminy: 2026 i 2030, ze wskazaniem na ten drugi, jednak za miasto ostatecznie zadecydował USOC, rezygnując z kandydowania w 2026. USOC potwierdził w marcu 2018, że Salt Lake City znajduje się w gronie trzech potencjalnych kandydatów na oficjalnego kandydata USA w 2030, poza nim w grze są także Reno i Denver.

## Zainteresowani jako kandydatury rezerwowe
- Buenos Aires i Ushuaia, Argentyna

31 października 2018 Argentyński Komitet Olimpijski (COA) ogłosił, że zleci przeprowadzenie studium wykonalności XXV ZIO w Argentynie. Powodem takiego działania była niepewność trzech pozostających wówczas w rywalizacji kandydatur. Na decyzję Komitetu wpłynął także sukces organizacyjny letnich igrzysk młodzieży w Buenos Aires. Dyscypliny rozgrywane na lodzie miałyby odbywać się w Buenos Aires, a te na śniegu w Ushuai. Ushuaia jest określana jako najbardziej wysunięte na południe miasto na świecie i charakteryzuje się chłodnym klimatem, który pozwoliłby na zmagania na śniegu. Jednakże Argentyńczycy rozważają przede wszystkim organizację XXVI ZIO, a cztery lata wcześniej mogliby wkroczyć w sytuacji awaryjnej, gdy inne miasta się wycofają. W sferze zainteresowań COA jest również organizacja letnich igrzysk w 2032 w Buenos Aires i zimowych igrzysk młodzieży w 2024 w Ushuai.
- Barcelona, Hiszpania

W lipcu 2018 hiszpańscy działacze sportowi spotkali się z wiceprezydentem MKOl-u, Juanem Antonio Samaranchem. O ile dyskutowano głównie w perspektywie XXVI ZIO, to Dyrektor Generalny Sportu w Katalonii, Gerard Figueras, stwierdził, że 2026 pozostaje otwartą możliwością, jeśli MKOl się zwróci z tym do Barcelony.

## Rozgrywane dyscypliny
18 czerwca 2021 r. Międzynarodowy Komitet Olimpijski zaproponował włączenie skialpinizmu jako sportu do Zimowych Igrzysk Olimpijskich 2026. Propozycja została zatwierdzona 20 lipca.
24 czerwca 2022 r. MKOl ogłosił ostateczny program na rok 2026. Oprócz trzech wydarzeń związanych z skialpinizmem do programu olimpijskiego dodano pięć nowych wydarzeń w czterech dyscyplinach sportowych, które były już w programie. W ten sposób zaplanowano łącznie 116 wydarzeń w ośmiu dyscyplinach sportowych.
| - Biathlon (11) - Biegi narciarskie (12) - Bobsleje (4) - Curling (3) - Hokej na lodzie (2) - Kombinacja norweska (3) - Łyżwiarstwo figurowe (5) - Łyżwiarstwo szybkie (14) | - Narciarstwo alpejskie (11) - Narciarstwo dowolne (13) - Saneczkarstwo (4) - Short track (9) - Skeleton (2) - Skialpinizm (2) - Skoki narciarskie (5) - Snowboarding (11) |

## Państwa biorące udział w XXV Zimowych Igrzyskach Olimpijskich
Na XXV Zimowe Igrzyska Olimpijskie zakwalifikowali się reprezentanci 85 państw. Ze względu na skutki inwazji Rosji na Ukrainę, która rozpoczęła się w 2022 r., Rosja i Białoruś będą uczestniczyć w zawodach pod nazwiskami neutralnych sportowców.
Reprezentanci dwóch krajów po raz pierwszy wystąpili na Zimowych Igrzyskach Olimpijskich w Mediolanie i Cortina d'Ampezzo: Gwinea Bissau i Zjednoczone Emiraty Arabskie.
1. Albania (2)
2. Andora (6)
3. Arabia Saudyjska (2)
4. Argentyna (6)
5. Armenia (4)
6. Australia (13)
7. Austria (21)
8. Azerbejdżan (1)
9. Belgia (12)
10. Boliwia (1)
11. Bośnia i Hercegowina (3)
12. Brazylia (5)
13. Bułgaria (14)
14. Chile (3)
15. Chińska Republika Ludowa (15)
16. Chińskie Tajpej (4)
17. Chorwacja (5)
18. Cypr (2)
19. Czarnogóra (2)
20. Czechy (80)
21. Dania (33)
22. Erytrea (1)
23. Estonia (21)
24. Filipiny (1)
25. Finlandia (80)
26. Francja (86)
27. Grecja (5)
28. Gruzja (7)
29. Gwinea Bissau (1)
30. Haiti (2)
31. Hiszpania (12)
32. Holandia (4)
33. Hongkong (1)
34. Indie (2)
35. Indywidualni sportowcy neutralni (1)
36. Iran (4)
37. Irlandia (4)
38. Islandia (4)
39. Izrael (3)
40. Japonia (39)
41. Kanada (92)
42. Kazachstan (11)
43. Kenia (1)
44. Kirgistan (2)
45. Kolumbia (1)
46. Korea Południowa (15)
47. Kosowo (2)
48. Liban (1)
49. Liechtenstein (4)
50. Litwa (15)
51. Luksemburg (2)
52. Łotwa (43)
53. Macedonia Północna (3)
54. Madagaskar (2)
55. Malezja (1)
56. Malta (1)
57. Maroko (1)
58. Meksyk (4)
59. Monako (1)
60. Mongolia (2)
61. Niemcy (88)
62. Nigeria (1)
63. Norwegia (35)
64. Nowa Zelandia (2)
65. Polska (21)
66. Południowa Afryka (2)
67. Portugalia (3)
68. Rumunia (10)
69. Serbia (4)
70. Singapur (1)
71. Słowacja (35)
72. Słowenia (18)
73. Stany Zjednoczone (91)
74. Szwajcaria (89)
75. Szwecja (89)
76. Tajlandia (2)
77. Togo (1)
78. Trynidad i Tobago (2)
79. Turcja (4)
80. Ukraina (17)
81. Urugwaj (1)
82. Uzbekistan (3)
83. Węgry (8)
84. Wielka Brytania (23)
85. Włochy (135) (organizator)
86. Zjednoczone Emiraty Arabskie (1)

## Transmisje telewizyjne
- Brazylia – Grupo Globo[133]
- Japonia – Japan Consortium[134]
- Korea Południowa – JTBC[135]
- Korea Północna – JTBC[135]
- Polska - TVP/Eurosport
- Stany Zjednoczone – NBCUniversal[136]